# Marouan Laghnej
Marouan Laghnej (22 de abril de 1986) é um basquetebolista profissional tunisiano.

## Carreira
Marouan Laghnej integrou a Seleção Tunisiana de Basquetebol, em Londres 2012, que terminou na décima-primeira colocação.

## Títulos
Seleção Tunisiana
- AfroBasket de 2011